# اردملی
اردملی (به ترکی استانبولی: Erdemli) شهری است در کشور ترکیه که در استان مرسین واقع شده‌است. جمعیت این شهر بر اساس سرشماری سال ۲۰۰۸ میلادی ۴۳٬۶۴۷ نفر و بر اساس برآوردهای سال ۲۰۰۹ میلادی ۴۳٬۵۷۳ نفر می‌باشد.